# Военно-морской институт радиоэлектроники имени А. С. Попова
Военно-морской институт радиоэлектроники имени А. С. Попова (филиал) Военного учебно-научного центра ВМФ «Военно-морская академия имени Адмирала Флота Советского Союза Н. Г. Кузнецова» — военное учебное заведение.

## История
Учебное заведение основано 29 марта 1933 года на базе Школы связи Военно-Морских Сил Рабоче-Крестьянской Красной Армии, образованной в 1932 году при ВВМИУ имени Ф. Э. Дзержинского. С тех пор его выпускниками стали десятки тысяч военных инженеров. Среди выпускников свыше 100 адмиралов и генералов, в том числе зарубежных ВМФ.
Именования:
- 1933—1938 Училище связи Военно-Морских Сил Рабоче-Крестьянской Красной Армии. До 1936 года училище размещалось в здании Главного Адмиралтейства в Ленинграде.
- 1938—1939 Военно-морское училище связи имени Г. К. Орджоникидзе (ВМУС). 23 апреля 1937 года училищу приказом Наркома обороны СССР было присвоено имя Г. К. Орджоникидзе.
- 1945—1960 Высшее военно-морское училище связи имени А. С. Попова (ВВМУС).
- 1953—1960 в г. Гатчина существовало Высшее военно-морское инженерное радиотехническое училище (ВВМИРТУ. В 1960 году это училище было перебазировано в Петродворец и влилось в состав обновлённого училища связи, получившего наименование ВВМУРЭ, образовав в нём 1-й факультет.
- 1960—1983 Высшее военно-морское училище радиоэлектроники имени А. С. Попова (ВВМУРЭ).
- 1983—1998 Высшее военно-морское ордена Красной Звезды училище радиоэлектроники имени А. С. Попова.
- 1998—2010 Военно-морской ордена Красной Звезды институт радиоэлектроники имени А. С. Попова (ВМИРЭ).
- с 2010 года филиал Военного учебно-научного центра ВМФ «Военно-морская академия имени Адмирала Флота Советского Союза Н. Г. Кузнецова».
- с 1 июля 2012 года после объединения с Военно-морским инженерным институтом стал называться Федеральное государственное образовательное учреждение Военный институт (Военно-морской политехнический) ФГКВОУ ВПО "Военный учебно-научный центр ВМФ «Военно-морская академия имени Адмирала Флота Советского Союза Н. Г. Кузнецова»[3][4].

## Факультеты
ВМИРЭ готовит офицеров-специалистов на следующих факультетах:
- Радиотехнический (РТФ);
- Системы автоматизированного управления (САУ);
- Средней военно-специальной подготовки (СВСП);
- Специальный.

## Начальники училища
Училище связи Военно-Морских Сил Рабоче-Крестьянской Красной Армии (1933—1938)
- Мурниэк, Христиан Мартынович (1932—1938), полковник

Военно-морское училище связи имени Г. К. Орджоникидзе (1938—1939)
- Токарев, Василий Васильевич (1938—1939), военный инженер 1 ранга

Отделение связи Военно-морского училища имени ЛКСМ Украины (1942—1943)
- Потапов, Николай Фёдорович (1942—1943), капитан-лейтенант

Отдел связи Краснознамённого училища береговой обороны (1943—1945)
- Сидоров, Василий Зиновьевич (1943—1945), инженер-капитан 1 ранга

Высшее военно-морское училище связи имени А. С. Попова (1945—1960)
- Зернов, Михаил Андреевич (1945—1948), генерал-майор береговой службы
- Громов, Георгий Гаврилович (1948—1960), контр-адмирал

Высшее военно-морское инженерное радиотехническое училище (1953—1960)
- Михайлов, Пётр Павлович (1953—1956), контр-адмирал
- Богданович, Абрам Михайлович (1956), контр-адмирал
- Крупский, Михаил Александрович (1956—1960), инженер-контр-адмирал

Высшее военно-морское училище радиоэлектроники имени А. С. Попова (1960—1983)
- Крупский, Михаил Александрович (1960—1966), инженер-вице-адмирал
- Бледнев, Алексей Иванович (1966), контр-адмирал
- Медведев, Ефим Иванович (1966—1973), вице-адмирал
- Рулюк, Анатолий Антонович (1973—1980), вице-адмирал
- Каравашкин, Валентин Степанович (1980—1982), контр-адмирал

Высшее военно-морское ордена Красной Звезды училище радиоэлектроники имени А. С. Попова (1983—1998)
- Авдохин, Геннадий Фёдорович (1982—1986), контр-адмирал
- Попеко, Эдуард Алексеевич (1986—1991), контр-адмирал
- Шилин, Юрий Константинович (1991—1996), контр-адмирал
- Соколов, Николай Сергеевич (1996—1998), контр-адмирал

Военно-морской ордена Красной Звезды институт радиоэлектроники имени А. С. Попова (1998—2010)
- Соколов, Николай Сергеевич (1998—2003), контр-адмирал

## Известные выпускники
За 70 лет существования института для советского и российского флота, а также ВМС других стран было подготовлено около 25 тысяч офицеров. Многие выпускники стали флагманскими специалистами соединений и объединений ВМФ, командирами кораблей и соединений, начальниками различных служб и управлений флотов, начальниками учебных заведений. Среди них более 100 адмиралов и генералов, в том числе и иностранных ВМФ.
Герои Советского Союза:
- капитан 1 ранга А. И. Антонов
- гвардии старший лейтенант Б. М. Лях
- старший лейтенант Б. Т. Павлов

Герои РФ:
- старший лейтенант В. В. Вдовкин
- капитан 1 ранга А. П. Ефанов
- капитан 1 ранга А. В. Зажигаев
- контр-адмирал И. Н. Козлов
- капитан 1 ранга П. И. Чалов
- адмирал А. А. Моисеев
- капитан 1 ранга А. В. Дмитров
- капитан 1 ранга С. В. Вальский
- капитан 1 ранга Д. Н. Маслов

Учёные:
- В. А. Сапрыкин
- К. К. Ляпин
- К. В. Сивков
- А. П. Ильин[6]

## Известные преподаватели
- Молодогвардеец В. И. Левашов с 1973 года до момента увольнения с военной службы служил старшим преподавателем кафедры партийно-политической работы (доцент).

- Жеребцов И.П. - известный радиолюбитель и популяризатор радиоэлектроники.